# Andrea Lattanzi
Andrea Lattanzi (* 31. Juli 1992 in Rom) ist ein italienischer Schauspieler und Musiker.

## Leben
Andrea Lattanzi wurde in Rom geboren. Im Jahr 2017 hatte er die Hauptrolle des Manuel im gleichnamigen Film. Seinen Durchbruch hatte er mit der Hauptrolle des Dario in der Streaming-Serie Drei Meter über dem Himmel, in welcher er seit 2020 zu sehen ist. Des Weiteren betätigt er sich als Musiker und brachte im Jahr 2020 seine Debütsingle Medusa heraus. Es folgten weitere Singles. 2021 spielte Lattanzi die Hauptrolle des kriminellen Jack in Der Wendepunkt.

## Filmografie (Auswahl)
- 2016: Attesa e cambiamenti
- 2017: Manuel
- 2018: Auf meiner Haut (Sulla mia pelle)
- 2019: Letto numero 6
- 2020–2022: Drei Meter über dem Himmel (Summertime, Fernsehserie, 3 Staffeln)
- 2021: Der Wendepunkt (La svolta)
- 2023: Alles nur Theater? (Grazie ragazzi)

## Diskografie
Singles
- 2020: Medusa[4]
- 2021: Caro amico[5]
- 2022: Madre[6]
- 6. Mai 2022: Fenice (mit NoSaintz)[7]
- 1. September 2022: Sarà[8]